# Gustaf Evertsson Horn

Gustav Horn, Porträt von David Klöcker Ehrenstrahl (1650er)

Gustaf Evertsson Horn, seit 1651 Freiherr Horn af Marienborg, (schwedisch Gustaf Evertsson Horn af Kanckas, friherre Horn af Marienborg; * 28. Mai 1614 in Lemo; † 27. Februar 1666 in Stade) war ein schwedischer Feldmarschall.

## Leben

### Herkunft und Familie
Gustaf war Angehöriger des finnisch-schwedischen Adelsgeschlechts Horn af Kanckas und Stifter der Freiherren Horn af Marienborg. Er war das einzige Kind des schwedischen Feldmarschalls Evert Karlsson Horn (1585–1615) und der Margareta, geborene Fincke († 1647).
Gustaf heiratete in erster Ehe 1638 in Stralsund Maria Mörner (1619–1643), in zweiter Ehe 1644 Freiin Barbro Kurck (1658) sowie in dritter Ehe 1661 auf dem Stockholmer Schloss Maria Silfverhielm (1634–1712). Aus allen Ehen gingen insgesamt 11 Kinder hervor, darunter die Schwestern:
- Maria (1642–1695), ⚭ 1661 Jakob Johann von Taube (1624–1695), schwedischer Generalmajor und Generalgouverneur in Ingermanland
- Maria (1646–1668), ⚭ 1660 Anders Lilliehöök (1635–1685), schwedischer Reichsrat und Diplomat

### Werdegang
Horn studierte in Leiden und Oxford, war noch Kammerjunker bei Gustav II. Adolf und avancierte 1634 zum Kammerherr.
Er trat in die Armee ein und war 1635 Hauptmann im Upplands Regiment, wo er 1637 zum Major aufstieg und in den Dreißigjährigen Krieg nach Deutschland zog. Seine Beförderung zum Oberstleutnant im Regiment „Leslie“ erfolgte 1638 und die zum Oberst in Regiment „Wittenberg“ 1640. Im selben Jahr ist er bei Plauen in Gefangenschaft geraten. Er avancierte 1647 zum Generalmajor der Kavallerie und 1652 zum Generalleutnant.
Horn wurde 1653 Reichsrat. In den Jahren 1654 bis 1657 war er Generalgouverneur von Schwedisch-Ingermanland und Kexholms län.
Unter schwierigen Bedingungen musste er im Russisch-Schwedischen Krieg 1656 als General der schwedischen und finnischen Kavallerie sowie 1657 als Reichsfeldzeugmeister und kommandierender General in Finnland die Russen abwehren. Er war in den Jahren 1657 bis 1658 auch Generalgouverneur in Finnland. 1658 wurde er zum Lagman in Närke. Mit seinem Aufstieg zum Feldmarschall 1663 wurde er auch Generalgouverneur in Bremen-Verden, was er bis 1666 blieb.
Bereits 1651 wurde er gemeinsam mit seinem Vetter Henrik Henriksson Horn (1618–1693) zu Freiherren von Marienburg in Livland erhoben, das mit Laizen und Marienstein dem erbenlos gebliebenen Onkel Gustaf Horn 1625 doniert wurde. Die Familie wurde im selben Jahr bei der Freiherrenklasse der schwedischen Ritterschaft (Nr. 21) introduziert. Horn war zudem Erbherr auf den finnländischen Gütern Kanckas, Porkkala, Bergsund und Sonnäs. Er wurde im Dom von Åbo beigesetzt.